# 亚历山大·拉多维奇
亚历山大·拉多维奇（羅馬化：Aleksandar Radović，1987年2月24日—），黑山男子水球运动员。他曾代表黑山国家队参加2012年和2016年夏季奥林匹克运动会水球比赛，均获得第四名。